# Perwomaiski (Tula, Schtschokino)
Perwomaiski (russisch Первома́йский) ist eine Siedlung städtischen Typs in der Oblast Tula (Russland) mit 10.058 Einwohnern (Stand 14. Oktober 2010).

## Geographie
Die Siedlung liegt etwa 20 km Luftlinie südsüdwestlich des Oblastverwaltungszentrums Tula.
Perwomaiski gehört zum Rajon Schtschokino und befindet sich etwa 3 km nördlich von dessen Verwaltungszentrum Schtschokino. Die Siedlung grenzt faktisch unmittelbar an den „Mikrorajon“ (Plattenbaugebiet) Stanzionny der Stadt Schtschokino. Perwomaiski ist Sitz und einzige Ortschaft einer gleichnamigen Stadtgemeinde.

## Geschichte
Der Ort wurde 1946 im Zusammenhang mit der Errichtung eines Werkes zur Vergasung der in der Umgebung geförderten Braunkohle gegründet. Entsprechend wurde er zunächst inoffiziell Gasowy (possjolok) – „Gassiedlung“ – genannt. Am 1. April 1950 erhielt er den Status einer Siedlung städtischen Typs unter dem heutigen Namen, abgeleitet von Perwoje maja für Erster Mai.
1953 ging ein Heizkraftwerk in Betrieb, später wurde eine Chemiefabrik, unter anderem zur Herstellung von Chemiefasern, errichtet.

### Bevölkerungsentwicklung
| Jahr | Einwohner |
| ---- | --------- |
| 1959 | 14.461    |
| 1970 | 16.725    |
| 1979 | 13.838    |
| 1989 | 12.536    |
| 2002 | 11.264    |
| 2010 | 10.058    |

Anmerkung: Volkszählungsdaten

## Wirtschaft und Infrastruktur
Die wichtigsten Unternehmen befinden sich in einem Gebiet gut zwei Kilometer östlich der Siedlung: das ortsbildende Chemiewerk Schtschokinoasot (Shchekinoazot) und das Heizkraftwerk Perwomaiskaja TEZ mit einer Leistung von 125 MW. Daneben gibt es Bau- und Versorgungsbetriebe.
Der Ort liegt zwischen der westlich verlaufenden Fernstraße M2 Moskau – Belgorod – ukrainische Grenze Richtung Charkiw (zugleich Europastraße 95) und der Regionalstraße R148 Tula – Schtschokino – Odojew. Mit Schtschokino, wo sich auch die nächstgelegene Bahnstation an der Strecke Moskau – Charkiw befindet, besteht Stadtbusverbindung.